# 1951–1952-es magyar jégkorongbajnokság
A 15. első osztályú jégkorongbajnokságban hat csapat szerepelt. Nem indult a Vörös Lobogó, melynek legtöbb játékosa a Postás Közhir csapatában játszott tovább, a Vörös Meteor II., akik az OB II.-ben indultak, valamint a Kispesti Postás.
A mérkőzéseket 1952. január 6. és február 27. között rendezték meg a Városligeti Műjégpályán. A bajnokságot a Vörös Meteor nyerte meg egy pont előnnyel a Postás Közhír előtt, akik az Építők elleni papirforma győzelem helyett szerzett 0-0-s döntetlen miatt vesztették el esélyüket bajnoki címre.

## OB I. 1951–1952
|    | Csapat        | M  | GY | D | V | GK    | Pont |
| -- | ------------- | -- | -- | - | - | ----- | ---- |
| 1. | Vörös Meteor  | 10 | 7  | 2 | 1 | 52–14 | 16   |
| 2. | Postás Közhír | 10 | 6  | 3 | 1 | 52–12 | 15   |
| 3. | Bp. Kinizsi   | 10 | 6  | 1 | 3 | 46–21 | 13   |
| 4. | Bp. Építők    | 10 | 5  | 2 | 3 | 32–28 | 12   |
| 5. | Bp. Postás    | 10 | 1  | 0 | 9 | 10–58 | 2    |
| 6. | Bp. Szikra    | 10 | 1  | 0 | 9 | 9–68  | 2    |

## A Vörös Meteor bajnokcsapata
Kenderesi Balázs, Martinuzzi Béla, Messinger Gábor, Molnár Tibor, Palvin János, Pásztor György, Richter Emil, Szeghy Ferenc, Tichy Lajos, Tóbiás Tibor, Újfalussy Róbert, Varga József
Edző: id. Czerva László